# LA Rugby L'Aquila
La LA Rugby L'Aquila è un club italiano di rugby a 15 con sede all'Aquila. Rappresenta la città dell'Aquila e gioca le sue partite in casa nello Stadio Tommaso Fattori a L'Aquila, (AQ). Milita nel campionato nazionale di Serie A, mentre la squadra cadetta nel campionato regionale di Serie C.

## Storia
L'attività sportiva è iniziata nell'agosto del 2021 puntando su un gruppo di atleti e tecnici aquilani e grazie all'impegno dell'amministratore dello sponsor Mauro Scopano, il quale fonda il Club e ne diviene presidente, iscrivendo la società al Campionato Regionale di Serie C.
L'obiettivo della società è quella di "Diventare la Società rugbistica di riferimento nella Regione Abruzzo fungendo da baricentro per le altre realtà del territorio puntando alla valorizzazione dei nostri giovani" 
Durante la stagione 2021/2022, al primo anno di attività, vince la fase interregionale del Campionato di Serie C e il successivo spareggio per l'accesso alla serie B contro l'Arechi Rugby Salerno, vincitore del raggruppamento meridionale.

A settembre del 2022 LA Rugby L’Aquila diventa gestore dello Stadio Comunale Tommaso Fattori, investendo più di 200.000€ per il rinnovamento dello stesso.
La stagione 2022/2023 è di assestamento nella serie B, dove LA Rugby L'Aquila raggiunge una tranquilla salvezza (6° in classifica). 
A fine campionato viene organizzata l'iniziativa "alla Scoperta del Tommaso Fattori", che porta allo stadio centinaia di ragazzi delle Scuole primarie cittadine e favorisce il loro incontro con lo sport della palla ovale e con i protagonisti della sua storia, come Massimo Aloisio, Serafino Ghizzoni e Fulvio di Carlo.
La stagione 2023/2024, la seconda stagione di Serie B, a seguito del cambio di guida tecnica, subentra Emanuele Lo Greco, e l'avvicendamento in seniores di un numeroso gruppo di atleti del 2004, arriva la seconda promozione in appena tre anni di attività: LA Rugby L'Aquila si classifica 1° nel Girone 4 del Campionato Nazionale di serie B e accede alla Serie A, risultato frutto della sinergia con Rugby Experience School L'Aquila, club attivo a L'Aquila dal 2014, che ha realizzato un'ampia filiera di reclutamento e formazione di giovani atleti.
La stagione 2024/2025 inizia in salita per il giovane club neroverde, che impiega qualche giornata per trovare equilibrio, serenità e convinzione. Si interrompe il rapporto con l'Head Coach Emanuele Lo Greco e la guida tecnica viene affidata a Luigi Milani, che arriva a fine stagione in 6° posizione con un gruppo motivato e soddisfatto di aver realizzato belle vittorie con squadre più blasonate quali Romagna, Firenze e Civitavecchia.
Durante questa stagione il gran numero di atleti coinvolti nell'attività convince il club a iscrivere la squadra cadetta al Campionato di Serie C. All'esordio i giovani neroverdi raggiungono un'ottima seconda postazione in classifica.

## Cronistoria
| Cronistoria de LA Rugby L'Aquila |
| --- |
| - 2021 · Fondazione de LA Rugby L'Aquila - 2021-2022 · 1º Serie C interregionale. Promossa in Serie B. - 2022-2023 · 6º girone 4 in Serie B. - 2023-2024 · 1º girone 4 in Serie B. Promossa in Serie A. - 2024-2025 · 6ª girone 4 in Serie A. |